# Plastonomus octoguttatus
Genre
Espèce
Plastonomus octoguttatus, unique représentant du genre Plastonomus, est une espèce d'araignées aranéomorphes de la famille des Thomisidae.

## Distribution
Cette espèce est endémique de Madagascar.

## Description
La femelle holotype mesure 4 mm.

## Publication originale
- Simon, 1903 : Descriptions d'arachnides nouveaux de Madagascar, faisant partie des collections du Muséum. Bulletin du Muséum National d'Histoire Naturelle de Paris, vol. 9, p. 133-140 (texte intégral).